# Embiotoca
Embiotoca – rodzaj ryb z rodziny szumieniowatych.

## Klasyfikacja
Gatunki zaliczane do tego rodzaju:

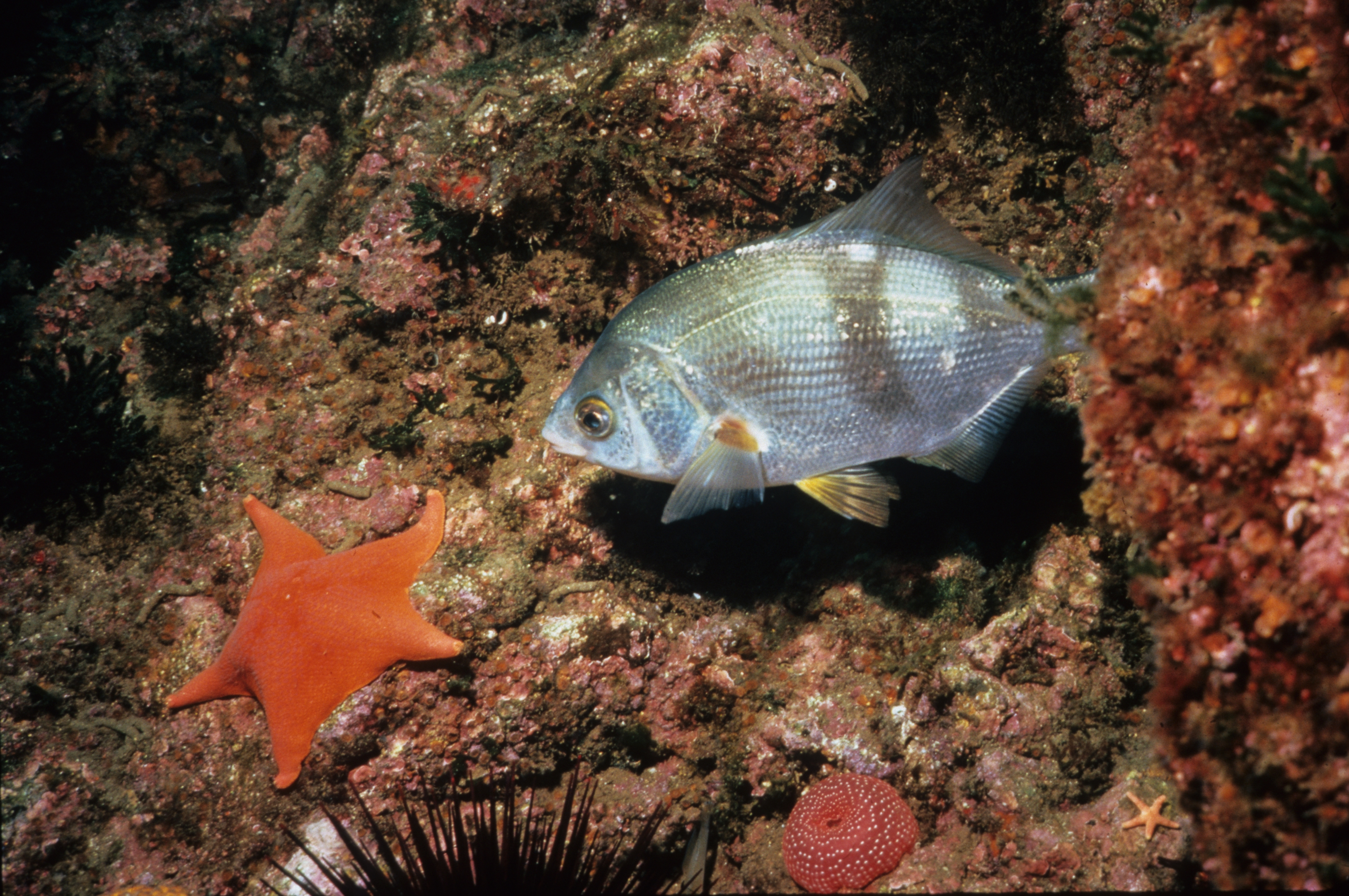
Embiotoca jacksoni
- Embiotoca lateralis

- Embiotoca lateralis